# Want One
Want One es el tercer álbum del cantautor canado-estadounidense Rufus Wainwright editado en 2003 por Dreamworks.
El álbum logró colarse entre los más vendidos en tres países, llegando al número 60 en el Billboard 200 de Estados Unidos, al 77 en los Países Bajos y al 130 en Francia. 
Varias personalidades de la canción le hicieron los coros, entre ellas Joan Wasser, Teddy Thompson, Linda Thompson o su hermana Martha. 
Era la primera parte de un disco doble, la segunda Want Two se editó al año siguiente. 

## Canciones
1. Oh What a World (4:23)
2. I Don't Know What It Is (4:51)
3. Vicious World (2:50)
4. Movies of Myself (4:31)
5. Pretty Things (2:40)
6. Go or Go Ahead (6:39)
7. Vibrate (2:44)
8. 14th Street (4:44)
9. Natasha (3:29)
10. Harvester of Hearts (3:35)
11. Beautiful Child (4:16)
12. Want (5:11)
13. 11:11 (4:27)
14. Dinner at Eight (4:33)

Bonus tracks
1. "Es Muß Sein" (sólo Reino Unido y Japón) – 2:19
2. "Velvet Curtain Rag" (Reino Unido) – 4:31

Bonus disc
The Black Session, No. 199 edición limitada para Francia. 
Want One. 9 de octubre de 2003.
1. "Want" (en directo)
2. "Leaving For Paris" (en directo)
3. "Dinner at Eight" (en directo)
4. "Cœur de Parisienne" (en directo)

- Datos: Q918233